# متحف مكتبة الملك فهد الوطنية
متحف مكتبة الملك فهد الوطنية يتبع المتحف مكتبة الملك فهد الوطنية٬ وهو متحف متخصص في حفظ وعرض المخطوطات والوثائق والكتب النادرة٬ ومجموعات من المسكوكات المختلفة. توجد بعض المعروضات المتمثلة في بعض النقوش والأحجار الشاهدية الإسلامية٬ وجميعها تعطي صورة واضحة عن تطور الخط العربي٬ وعن مواد الكتابة وأدواتها.

## المتحف

### المخطوطات
يقتني المتحف مخطوطات أصلية يبلغ عددها نحو 300 مخطوطة٬ ومخطوطات مصورة على الميكروفيلم عددها 12.000 مخطوطة٬ ويقدر عدد الكتب النادرة الأصلية بنحو 10.000 كتاب٬ أما الكتب المصورة على الميكروفيلم فيبلغ عددها 13.000 كتاب٬ كما يقتني المتحف مصحفًا على الجلد يرجع تاريخه إلى القرن الثالث الهجري القرن التاسع الميلادي.

### المسكوكات النقدية
ً
يضم متحف المكتبة مجموعة نفيسة من المسكوكات الإسلامية يصل عددها إلى ما يقارب 15.684 مسكوكة٬ تنقسم حسب مادتها إلى أربع مجموعات: ذهبية٬ وفضية٬ ونحاسية٬ وبرونـزية. وتنتمي مجموعة المسكوكات الذهبية إلى العصور: الأموية٬ والعباسية٬ والطولونية٬ والإخشيدية٬ والسامانية٬ والغزنوية٬ والبويهية٬ والفاطمية٬ والسلجوقية٬ والأيوبية٬ والإلخانية٬ والمملوكية٬ والعثمانية وغيرها. وقد ُضربت تلك المسكوكات في دُور ضرب مختلفة منها: دمشق٬ ومدينة السلام٬ ومصر٬ والمهدية٬ وصقلية٬ وفلسطين٬ والإسكندرية٬ والقاهرة٬ والقسطنطينية٬ وتبريز٬ وغيرها٬ وتحوي هذه المجموعة قطعة ذهبية نادرة مضروبة بقالب درهم ضُرب في مدينة واسط سنة 105 هـ الموافق 723م من العصر الأموي٬ وتعود تلك القطعة إلى أيام الخليفة هشام بن عبد الملك٬ وتحوي كذلك دينارًا ضرب في عمان يعود إلى العصر العباسي أيام الخليفة المقتدر با الله. وترجع مجموعة المسكوكات الفضية إلى العصور الإسلامية٬ ومنها: الأموي٬ والعباسي٬ والأيوبي٬ والمملوكي٬ والإلخاني٬ وغيرها. وقد سكت نقودها في دُور ضرب إسلامية مختلفة في مدن: الكوفة٬ ودمشق٬ وواسط٬ ومدينة السلام٬ والمحمدية٬ وحلب٬ وبغداد٬ وشيراز٬ والرافقة٬ وزرنج٬ وأصفهان٬ وسمرقند٬ وغيرها. وتشمل هذه المجموعة قطعًا٬ منها درهم يعود إلى العصر الفاطمي باسم المعز لدين الله٬ ودرهم إلخاني ضرب في بغداد يحمل التاريخ سنة 735 هـ. أما مجموعة النقود البرونزية والنحاسية٬ فقدُ ضربت في عصور ما قبل الإسلام (ساساني وبيزنطي)٬ وعصور إسلامية مختلفة (الأموي٬ والعباسي٬ والفاطمي٬ والأيوبي٬ والسلجوقي٬ والإلخاني٬ والمملوكي٬ والعثماني). وتتميز هذه المجموعة من النقود البرونزية والنحاسية بتعدد أشكالها٬ واختلاف أوزانها وأقطارها٬ وتنوع زخارفها وكتاباتها. وقد ضربت في دور ضرب مختلفة منها: المدينة٬ وطبرية٬ وعمان٬ والقاهرة٬ ودمشق٬ وحلب٬ وحمص٬ وحماة٬ وسنجار٬ والإسكندرية٬ وطرابلس٬ والجزيرة٬ وواسط٬ وبعلبك٬ وقنسرين. كما تحتوي هذه المجموعة على نماذج نادرة جدًا ومهمة منها فلس أموي ضُرب في المدينة٬ وفلس أموي ضُرب سنة 79 هـ الموافق 698م٬ ويتميز بوجود صورة في أحد وجهيه تمثل الخليفة الأموي عبد الملك بن مروان.
وتوجد في المتحف أيضًا مجموعة حديثة من المسكوكات السعودية والعربية والأجنبية مثل مجموعة الريالات الفضية والورقية من العصر السعودي٬ وقطعة أوروبية حفر عليها اسم نجد٬ ويبدو أنها كانت تستخدم في منطقة نجد قبل توحيد المملكة٬ وریال فضة باسم ملك الحجاز ونجد وغيرها. أما العملات العربية فهي متنوعة وتمثل فترات مختلفة٬ ومنها عملات مصرية وسورية وسودانية وخليجية.